# Mujer con cara de cerdo

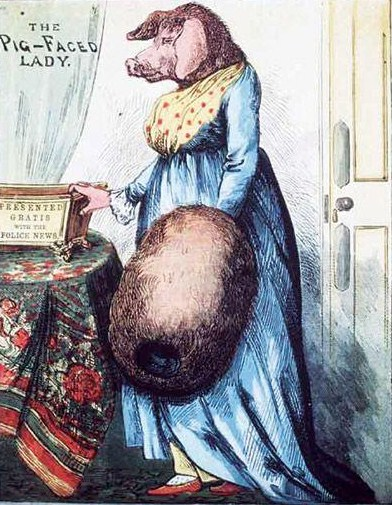
Una ilustración de 1882 de la mujer con cara de cerdo

Múltiples historias sobre mujeres con cara de cerdo se originaron simultáneamente en Noruega, Inglaterra y Francia a finales de la década de 1630. Las historias hablaban de una mujer adinerada cuyo cuerpo era como el de una persona normal, pero poseía la cara de un cerdo. 
En las primeras formas de la historia, la apariencia de la mujer con cara de cerdo se debía a la brujería. Después del día de su boda, al esposo de la mujer con cara de cerdo le era concedida la opción de elegir: que su esposa luciera bella para él, pero fea para los demás, o fea para él y bella para los demás. Cuando el esposo respondía que la decisión no era suya, el encantamiento se rompía y desaparecía la apariencia de cerdo en ella. Estas historias se volvieron muy populares particularmente en Inglaterra y luego en Irlanda.
Los elementos mágicos se desvanecieron gradualmente en la historia, y la existencia de una mujer con cara de cerdo empezó a ser tomada como un hecho real. La historia fue muy conocida en Dublín a principios del siglo XIX, donde se creía que la filántropa del siglo XVIII Griselda Steevens se había mantenido oculta de la vista de la gente porque tenía la cara de un cerdo. A finales de 1814 y principios de 1815, el rumor de que una mujer con cara de cerdo estaba viviendo en Marylebone se esparció por todo Londres. El rumor de su existencia fue informado como un hecho y numerosos retratos de ella fueron publicados. Con la creencia de que una mujer con cara de cerdo era algo verdadero, muchas ferias comenzaron a exhibir a “la mujer con cara de cerdo”, pero eran osos rapados con ropa de mujer. Tiempo después, dicha creencia en la existencia de una mujer con esas características comenzó a decaer, y el último trabajo significativo que trataba de probar su existencia como genuina fue publicado en 1924. Hoy, la leyenda ha sido casi olvidada.

## Elementos comunes
Aunque las historias de la mujer con cara de cerdo variaban en detalles, tenían la misma forma básica. Una pordiosera y sus hijos se acercaron a una mujer noble embarazada a pedir limosna; cuando la dama embarazada los ignoraba y comparaba a los hijos de la mujer con cerditos, la pordiosera la maldecía, dando como resultado que ésta diera a luz una niña, sana y perfectamente formada excepto por el hecho de tener la cara de un cerdo.
La niña crecería sana, pero con algunos comportamientos de cerdo: comía de un comedero de plata y al hablar se escuchaban gruñidos entre algunas oraciones. Al ser la hija única de la familia –una familia con grandes riquezas-, sus padres se comenzaban a preguntar qué sería de ella una vez que ellos fallecieran. Entre sus opciones pensaban en arreglarle un matrimonio y encontrar a un hombre que se casara con ella, o internarla en un hospital donde la cuidarían.
A pesar de que la historia se inició simultáneamente en Noruega, Inglaterra y Francia, fue en realidad en Inglaterra y luego en Irlanda donde la leyenda fue muy conocida y aceptada como verdadera. En 1861 Charles Dickens remarcó la creencia de la existencia de una mujer con cara de cerdo en Inglaterra, comentando que “en todas las edades, supongo, siempre ha habido una mujer con cara de cerdo".

## Orígenes
Aunque siempre existieron historias sobre humanos con apariencias de animales, antes del siglo XVII no hay evidencia en las historias europeas de ninguna donde se incluyeran humanos con cara de cerdo (Un artículo de 1829 en El diario de la ciencia, literatura y las artes afirmaba que la leyenda circulaba por París desde 1595, pero no ofrecía detalles ni pruebas que lo corroboren). Las primeras versiones de la historia aparecieron simultáneamente en Inglaterra, Noruega, y Francia, volviéndose relevantes en Inglaterra desde finales de 1638. Un artículo de 1904 en la revista Volkskunde por un historiador y anticuario holandés, Gerrit Jacob Boekenoogen, trazó las primeras formas de la leyenda a 1639.
Una de las primeras versiones conocidas de la leyenda se encuentra en una impresión holandesa, la cual habla de una mujer proveniente de Ámsterdam llamada Jacamijntjen Jacobs. En 1621, Jacobs, quien se encontraba embarazada, fue abordada por una pordiosera acompañada de sus tres hijos. Se aproximaron a Jacobs y la pordiosera le pidió ayuda porque sus hijos se morían de hambre. Jacobs le dijo a la mujer: “Llévate a tus inmundos cerdos. No te daré nada”. La mujer respondió: “¿Son mis hijos cerdos? Entonces Dios te dará cerdos justo como los que tengo aquí”. La hija de Jacobs nació con la cabeza y cara de un cerdo, y en la época de la publicación (alrededor de 1638 y 1639), cuando la hija se encontraba en la adolescencia, se decía que comía de un comedero y hablaba con una voz adornada de gruñidos.
Bondenson (3006) especula que el mito de la mujer con cara de cerdo pudo originarse de la fusión de dos historias. La primera era una leyenda medieval holandesa sobre una mujer adinerada que rechazó ayudar a una pordiosera con gemelos, y fue castigada a dar a luz 365 hijos. El segundo cuento procedía de Francia, donde una mujer noble describe a los hijos de una pordiosera como “cerditos”, y da a luz poco después a nueve lechones.
Otra teoría significativa referente al origen de la leyenda, propuesta por Robert Chambers en 1864, es la del nacimiento auténtico de un niño en el siglo XVII con deformidades faciales que le hacían asemejarse a un cerdo y le dificultaban el habla, teniendo que gruñir. La ciencia de la teratología (el estudio de los defectos de nacimiento y anormalidades fisiológicas) estaba en sus inicios, y la teoría de la impresión maternal (la creencia de que el pensamiento de una mujer embarazada podía influir en la apariencia de su hijo por nacer) era ampliamente aceptada. Es posible que la historia de un niño genuinamente nacido con deformaciones condujera a la inclusión de la pordiosera y su maldición como explicación, con posteriores adiciones extras o distorsiones por los editores. Chambers especula que el niño original pudo haber tenido una apariencia similar a Julia Pastrana, una mujer con hipertricosis y aspectos faciales deformes, quien fue exhibida en Europa y Norteamérica primero viva y luego embalsamada desde 1850 hasta 1970. Aunque en 1952 se documentó el nacimiento de un mortinato con un rostro parecido al de un cerdo, nunca ha existido un caso bien documentado de un humano con tal deformidad sobreviviendo fuera del útero materno, mientras que todas las historias de una mujer con cara de cerdo la muestran como una adulta saludable.

### Tannakin Skinker
La primera referencia registrada en Inglaterra de la leyenda de la mujer con cara de cerdo es la fábula de Tannakin Skinker, una variación del siglo XVII de la historia tradicional de la hermosa dama encantada para parecer repugnante, presente en particular en El cuento de la comadre de Bath y El Matrimonio de Sir Gawain. La historia de Skinker generalmente se considera la base para las historias inglesas posteriores de la mujer con cara de cerdo. Entre el 4 y el 11 de diciembre de 1639, cinco baladas de Skinker fueron publicadas en Londres}}, las cuales se han perdido. (Hay una balada de 1640, sobre una forma monstruosa: descripción de una criatura femenina nacida en Holanda con la cabeza como un cerdo, que ha viajado por muchas partes y es ahora vista en Londres. Ella es descrita como amorosa, amable y femenina y como si aún pudiera encontrar una pareja amorosa, la historia se conserva en la extensa colección de baladas de Samuel Pepys.). El registro sobreviviente más antiguo de la historia de Tannakin Skinker es la Relación de una noble con cara de cerdo llamada Mistris Tannakin Skinker, un chapbook de 1640.

### La relación de una noble con cara de cerdo llamada Mistris Tannakin Skinker
Esta historia afirmaba que Tannakin Skinker nació hija de Joachim y Parnel Skinker en 1618 en Wirkham, una ciudad cerca del río Rhyne. Joachim Skinker es descrito como "un hombre de buenos ingresos, con una gran hacienda en dinero y ganado”. Durante el embarazo de Parnel, una anciana pobre le había rogado por dinero. Parnel estaba ocupada y se negó a pagar, y la anciana se alejó murmurando: "Como la madre es un cochino, igual de porcinos los hijos serán”. Al poco nació Tannakin con su cuerpo y extremidades correctamente proporcionadas, pero su rostro tenía el hocico de un cerdo, "no sólo es una mancha, sino una deformidad horrible, lo que hace todo el resto repugnante, despreciable y odioso a todo el que la miraba en su infancia." La comadrona que había ayudado a traer al mundo el bebé fue forzada a guardar el secreto, y Skinker fue criada en una habitación privada. Comía de un comedero de plata en el suelo, arrodillándose y metiendo el hocico, tal como un cerdo".
La deformidad de Tannakin pronto se descubrió, y muchos lugareños se acercaban a escuchar sus gruñidos y ver cómo se alimentaba en el comedero. La anciana fue juzgada y condenada por brujería, pero incluso en la hoguera se negó o no pudo revertir el hechizo.
Cuando Tannakin tenía entre 16 y 17 años de edad, su padre consultó a Vandermast, "un famoso artista que era a la vez un matemático, astrólogo [...] y un hombre que se sospechaba fuera versado en brujería y el arte de lo oculto, para saber como podría deshacerse la maldición". Vandermast concluyó que mientras Tannakin permaneciera virgen, ella conservaría la cara de cerdo.
La familia Skinker anunció entonces que cualquier caballero que "la llevara a su cama después del matrimonio" recibiría una dote de £40.000. La dote, una suma enorme para la época, dio lugar a un gran número de aspirantes a maridos. Un capitán escocés llegó después de haber usado la mayor parte de la paga de un mes en un traje nuevo, y se fascinó por la bella figura y porte de Tannakin. Pero al levantar el velo que lo ocultaba para ver su rostro, no pudo quedarse un segundo más, y escapó sin respuesta, pidiendo perdón. Un inglés (criador de cerdos) aseguró a los padres que su previa familiaridad con los cerdos significaba que aceptaría la apariencia de Tannakin, pero después de reunirse con ella, él salió del edificio, diciendo que “he conocido a Rumford, pero nunca vi un Hogsnout así”.
Varios otros aspirantes a pretendientes visitaron a los Skinker, pero todos huyeron por la cara de Tannakin y ella continuaba soltera. Desesperados por no encontrar un marido adecuado para su hija en Wirkham, la familia Skinker se trasladó a Londres, y fijó su residencia en Blackfriars o Covent Garden. (El autor anónimo del relato explica que la familia no quería divulgar su dirección, para desalentar a los curiosos). Muchos de los hombres que la visitaron como candidatos lo hacían atraídos en principio por sus vestidos elegantes y excelente comportamiento.
Con el tiempo, Skinker encontró a un hombre en Londres bien dispuesto a casarse con Tannakin. En el día de la boda, y a pesar de todos los esfuerzos por mejorar su apariencia con afeites, su rostro seguía tan parecido al de un cerdo como siempre. Cuando el festejo terminó, la pareja de recién casados se retiró al dormitorio. Cuando se acostaron en la cama por primera vez, Tannakin cogió el brazo de su marido, diciendo que lo liberaría de sus votos, siempre que él la mirara a la cara. Él se giró para mirarla, y vio "una dulce joven dama de una belleza incomparable y característica, similar a la que en su imaginación nunca hubiera recreado en toda la vida". Él se acercó para darle un beso, pero ella se negó, diciendo:

”Señor, estoy de acuerdo en que no hay en mí más que lo que ahora usted ve, pero le doy la libre elección, si he de aparecerle así como ahora; joven, bella y encantadora en la cama, pero en el exterior el mundo verá mi antigua fealdad. O prefiere que a la vista de sus amigos luzca bella, pero todas las noches junto a usted se encontrará mi rostro de cerdo. Espero me responda con rapidez.”

Dividido entre la elección de una esposa que parecería hermosa para él, pero horrible para todos sus amigos, o repugnante para él, pero hermosa para todos sus amigos, no pudo llegar a una decisión, por lo que le dijo: "En tus manos dejo la decisión, porque sé que escogerás lo que mejor te parezca". Al oír esto, Tannakin se volvió hacia él y le dijo: 

"Ahora Señor, me has dado las cosas que todas las mujeres desearían; mi voluntad, y soberanía; y sé que antes la maldición de una bruja había impedido cambiar mi forma, hasta que me casé, y después recibí tal poder de mi marido; desde ahora voy a ser la misma tanto en la noche como en el día, hasta el último período de mi vida”.

### La reacción del público
La fábula de Tannakin Skinker fue popular en Inglaterra, y la idea de una mujer con cara de cerdo pronto entró en la cultura popular, hasta el punto de que en 1654 se registró que uno de los letreros de la feria de Bartolomé era "la Signe del Hoggs- fac'd Gentlewoman". Por la década de 1670, “The Long-Nos'd” era una canción popular, relatando en detalle cómo un sastre y un molinero cortejaban a una mujer cuyo rostro era justo como el de una cerda con la esperanza de asegurarse su dote (de £ 17.000, no las £ 40.000 de la historia antes escrita sobre Skinker). Al ver su cara huyeron. “The Long-Nos'd” no contiene elementos mágicos, ni termina en la boda y transformación de la mujer. En cambio, la mujer con cara de cerdo sigue soltera y la balada termina:

Tanto el sastre como el molinero, 

acudieron hacia ella, el dinero les animó así que

no, miles llegaron entonces todos los días, 

cada uno tratando de llevarse esta belleza.

Pero cuando vieron esta cosa ordinaria, 

la visión de su aspecto hizo que huyeran; 

Sin embargo, si ella se casara mientras aquí vive, 

una cuenta perfecta de la boda se dará.

## Mujer con cara de cerdo delsigloXVIII
En el siglo XVIII, las historias de mujeres con cara de cerdo comenzaron a ser tomadas como un hecho real en Inglaterra. James Paris du Plessis, ex sirviente de Samuel Pepys, contó en su Breve historia de los nacimientos humanos y monstruosos (compilado entre 1731 y 1733) sobre una mujer con cara de cerdo que vivía en Holborn, en el centro de Londres. Esta historia fue ampliamente reimpresa. Un artículo de 1850 del Edinbourgh Journal of Chambers llevaba los recuerdos de "una venerable y lúcida anciana de noventa años", en la que relató que su madre estaba muy familiarizada con una mujer con cara de cerdo, de nacimiento escocesa pero que vivía en Londres, y a la que visitaba regularmente en su casa en Sloane Street. En 1800, la señora con cara de cerdo, fue publicada en Londres por John Pitts, y en 1815 la editorial de The Times publicó informes de una mujer con cara de cerdo que vivía en Londres y que habían circulado en 1764 y en la década de 1780.

### La hija de un judío
Una variante de la leyenda, y la única en la que la mujer con cara de cerdo no está conectada con una gran fortuna, hablaba de un hombre cristiano que se convirtió al judaísmo. En esta versión, el primer niño que nació de él fue una niña con la cara de un cerdo. Algunos años más tarde, el padre se dio cuenta de que la apariencia de su hija era un castigo divino y se convirtió de nuevo al cristianismo junto con su hija con cara de cerdo. En el momento del bautismo de la hija, el agua bendita le lavó las facciones de cerdo, revelando un rostro humano normal. Se alegaba que la historia estaba representada por una escultura en "una de las grandes catedrales de Bélgica", pero no se ha encontrado evidencia de tal escultura.

### Griselda Steevens
Griselda Steevens (1653-18 de marzo de 1746), escrito a veces como "Grizel Steevens", era la hermana melliza del Dr. Richard Steevens (1653-1710), un médico de Dublín. El Dr. Steevens murió en 1710, legando una finca con ingresos de £ 606 (alrededor de £ 69.000 de 2014) por año a Griselda. Una cláusula en el testamento del Dr. Steevens estipulaba que a la muerte de Griselda la renta se utilizaría para proporcionar un hospital para los pobres de Dublín.

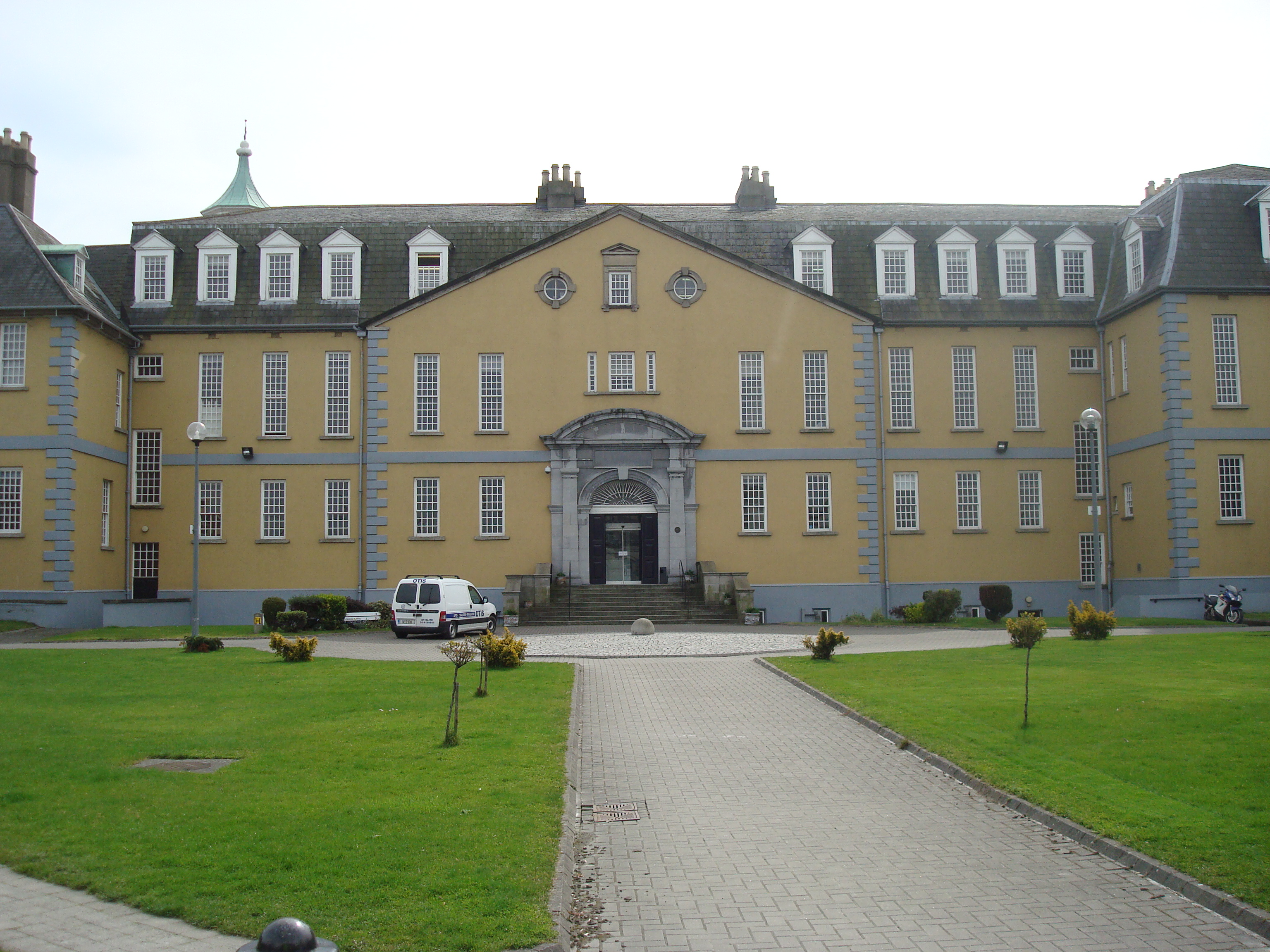
Hospital del Dr. Steevens

Aunque los términos del Dr. Steevens eran que el trabajo en el hospital no comenzaría hasta después de la muerte de Griselda Steevens, ella decidió comenzar a trabajar en el hospital en 1720. Al reservar sólo £120 al año para su propio uso, utilizó los fondos restantes para comprar una parcela de tierra cerca de Kilmainham y construir el nuevo hospital, con la única condición de que se le concediera un conjunto de apartamentos en el edificio. De joven, Griselda había sufrido un trastorno en los ojos quedándole muy sensibles, y desde entonces llevaba puesto un velo a la luz del sol. Tímida y solitaria, durante la realización de sus obras de caridad en los suburbios de Dublín se mantenía en su carruaje mientras los sirvientes daban las limosnas a los pobres. En 1723 se completó una parte suficiente del Hospital Dr. Steevens para dar cabida a 40 pacientes, además de los apartamentos de Griselda. El resto del hospital, con espacio para 200 pacientes, se inauguró en 1733. Griselda vivió en el hospital desde 1723 hasta su muerte.
En algún momento, se convirtió en una creencia común en Dublín que Griselda Steevens tenía la cara de cerdo. No está claro cuándo surgió el rumor. Robert Chambers y el fundador de la Sociedad Irlandesa Georgiana Desmond Guinness afirman que el rumor era cotidiano durante su vida, pero Thomas Kirkpatrick, autor de The History of Dr Steevens' Hospital, dice que "no hay absolutamente ninguna evidencia de esta historia en los registros contemporáneos, ni parece haber sido conectado con la señora hasta el siglo XIX [...] (y) no es del todo cierto cuándo esta historia se difundió por primera vez". Croker-King, que escribió una historia del hospital en 1785, no hace ninguna mención de ella, ni hay ninguna sugerencia en los informes de los periódicos sobre la muerte de la señora Steevens, o la cuenta pública del hospital en el siglo XVIII.
Corría el rumor de que la reclusión de Griselda Steevens y que siempre estuviera bajo un velo se debían a haber nacido con cabeza de cerdo. Chambers (1864) especula que su nombre poco común puede haber contribuido a la leyenda, y toma nota de la creencia popular de que ella fue nombrada "Grisly" (espeluznante) a causa de su apariencia cuando nació. Se alegó que durante el embarazo de su madre, ésta había dicho "¡Llévese a su camada de cerdos!" a una mujer que pedía dinero para alimentar a sus hijos, y Griselda entonces había nacido con la cabeza y la cara de un cerdo. Consternada por la creencia popular de que ella tenía cabeza de cerdo, Griselda llegó a sentarse en un balcón abierto para permitir que el público viera su rostro. Esto no logró detener la propagación del rumor, y entonces encargó un retrato de sí misma para ser colgado en la sala principal del hospital. El retrato no tuvo el efecto deseado; muchos de los ciudadanos preferían un retrato suyo en una taberna vecina al hospital, que mostraba a Steevens con cabeza de cerdo; el pub también mostraba un comedero de plata que supuestamente le había pertenecido. Finalmente se retiró de la vida pública por completo antes de su muerte el 18 de marzo de 1746.
El cirujano e historiador William Wilde recordó que como estudiante de medicina en el Hospital Dr. Steevens en 1832 se le mostró un comedero de plata, presuntamente perteneciente a Griselda Steevens, y las cuentas sugieren que en el siglo XIX un molde de yeso de un rostro humano con el hocico de un cerdo estaba en exhibición en el hospital. A pesar de que las autoridades del hospital más tarde prohibieron la exhibición de esos supuestos recuerdos de Steevens, bajo pena de despido, en la segunda mitad del siglo XIX, la creencia de que Steevens tenía la cara de cerdo se mantenía. En la década de 1860, una mujer de Dublín recordó que en su juventud una gran ponchera de plata, con un emblema familiar de la cabeza de un jabalí en relieve, era mostrado a los visitantes y se afirmaba que en él se alimentaba la mujer con cara de cerdo.

## La mujer con cara de cerdo de Manchester Square
A finales de 1814 y principios de 1815, el rumor sobre una mujer con cara de cerdo recorrió Londres, y se decía que estaba viviendo en Marylebone. Se contaba que era la hija de una mujer de la nobleza sin especificar, que supuestamente era joven, rica y vivía en la zona de moda de Manchester Square. En algunos informes se la describe como la hija de una dama noble de Grosvenor Square y se comentaba que de vez en cuando salía de la casa en un carruaje, oculta por un tupido velo; varias cartas a los periódicos de Londres reportaron que habían visto un hocico que sobresalía de una ventana, o la silueta velada de una cabeza de cerdo en un carruaje que pasaba.
A principios de 1815 se publicó el primero de los muchos retratos de la mujer con cara de cerdo de Manchester Square. Este incluyó una breve biografía, supuestamente obtenida de "una mujer que la asistió". Alegó que la mujer con cara de cerdo era irlandesa y de alrededor de 20 años de edad, de una familia acomodada, y que "de su vida y la cuestión del matrimonio una gran propiedad depende". Comía de un abrevadero de plata, y se comunicaba sólo con gruñidos. En ella se afirmaba que su asistente, con un salario anual de 1.000 guineas (alrededor de £ 68.000 de 2014), estaba demasiado asustada para seguir trabajando con ella y renunció, dando su historia a la prensa.
La mujer con cara de cerdo de Manchester Square se convirtió en un tema habitual de conversación en Londres. Pronto comenzó a ser reportada en los periódicos como un hecho, y miles de personas creían su existencia real. El 9 de febrero de 1815 apareció un anuncio en The Times de una "jovencita de la nobleza", ofreciendo ser la acompañanta (dama de compañía y pupila de una dama) de la mujer con cara de cerdo a cambio de "una buena renta anual y una prima por residir con ella 7 años". El anuncio fue publicado, pero una semana más tarde, un anuncio anticipado de un hombre joven que deseaba proponerle matrimonio a la mujer con cara de cerdo impulsó al The Times a denunciar el rumor, comparando a los creyentes en la mujer con cara de cerdo a los seguidores de la (recientemente fallecida) autoproclamada profetisa Joanna Southcott.
"Existe en la actualidad un informe en Londres de una mujer con una cara extrañamente deformada parecida a la de un cerdo, que está en posesión de una gran fortuna, y suponemos quiere todos los servicios y facilidades incidentes a su sexo y estatus. Nosotros, nosotros mismos, involuntariamente pusimos un anuncio de una mujer joven, ofreciéndose a ser su acompañanta; y ayer por la mañana, un joven (con cabeza de ternero, suponemos) nos transmitía otro anuncio, al que asistía una nota de una libra, ofreciéndose a sí mismo como esposo. Hemos puesto su oferta en el fuego, y enviaremos su dinero a alguna obra de caridad, pensando que es una lástima que uno tan tonto lo tenga. Nuestros amigos rurales casi no saben qué idiotas tiene Londres. La cara de cerdo es tan firmemente creída por muchos como [sic] el embarazo de Joanna Southcot, en quien la locura ha tenido éxito. Aunque Parson Tozer no ha subido todavía a la tribuna para predicar en apoyo de la cara, apenas hay una compañía en la que no se hable de este porcino femenino; y miles creen en su existencia. La historia, sin embargo, es vieja. Hace cerca de 50 años, es bien recordado por varias personas de edad avanzada, había exactamente el mismo rumor. Fue revivido más ligeramente hace unos 30 años; y ahora viene otra vez en su vigor prístino. En la invención original de la mujer con cara de cerdo, alrededor del año 1764, un hombre se ofreció a hacer para ella una cubeta de marfil para su alimentación; lo que sólo puede ser considerado como una variante del abrevadero de plata que se presenta en nuestros días. Además, no había más que un actor en la primera locura, y ha habido veinte en la segunda."
El diario The Times se negó a imprimir el anuncio del aspirante a pretendiente de la mujer con cara de cerdo, y donó su cuota de £ 1 a La Sociedad Marina.
Una carta anónima enviada a The Times continuó la comparación con Joanna Southcott, que había reclamado que ella daría a luz al Mesías en octubre de 1814, especulando que "la actual señorita cerdo" era tal vez hija de Southcott, "traída [...] al mundo en un estado de completa pubertad". El escritor de cartas anónimo también ridiculizó al que esperaba casarse con la mujer con cara de cerdo, sugiriendo que "si quiere estar con ella, deberá cortejarla a gruñidos".
Con el diario The Times ridiculizando a la mujer con cara de cerdo, periódicos rivales se dispusieron a defender su honor y el del hombre que quería casarse con ella. El Morning Herald y Morning Chronicle publicaron el anuncio de su posible pretendiente.  El editor del Morning Chronicle anunció que, en su opinión, el anuncio del "desesperado cazador de fortunas" no era inmoral o indecente y por lo tanto, en su opinión no había ninguna razón para negarse a publicarlo. Continuaba diciendo que, si bien las deformidades de esta naturaleza eran desconocidas por los médicos, era muy posible que existiera una mujer desfigurada facialmente y que sus deformidades hubieran sido exageradas; también reprendió al The Times por no devolver el pago por el anuncio rechazado. El Morning Herald, por su parte, especuló que las deformidades a las que se enfrentaba la mujer con cara de cerdo podían haber sido causadas por las exageraciones de su madre encinta y "la fuerza de la imaginación, como consecuencia de un perro que de repente saltó sobre ella".
A pesar de las súplicas de que se fuera escéptico con el asunto, la creencia en la mujer con cara de cerdo de Manchester Square siguió extendiéndose en 1815. Para asistir a los fuegos de artificio celebrando el final de las Guerras Napoleónicas, una gran multitud se reunió alrededor de Piccadilly, paralizando el tráfico. Testigos presenciales relataron que había un landó detenido con una mujer con sombrero a la moda y hocico de cerdo. La multitud trató de detener el carruaje, pero el cochero se abrió paso a través del gentío a gran velocidad. Más tarde se afirmó que se le había visto detenerse en Grosvenor Square; se presumía que la mujer con cara de cerdo sería hija de "una señora muy conocida de moda" que vivía allí.

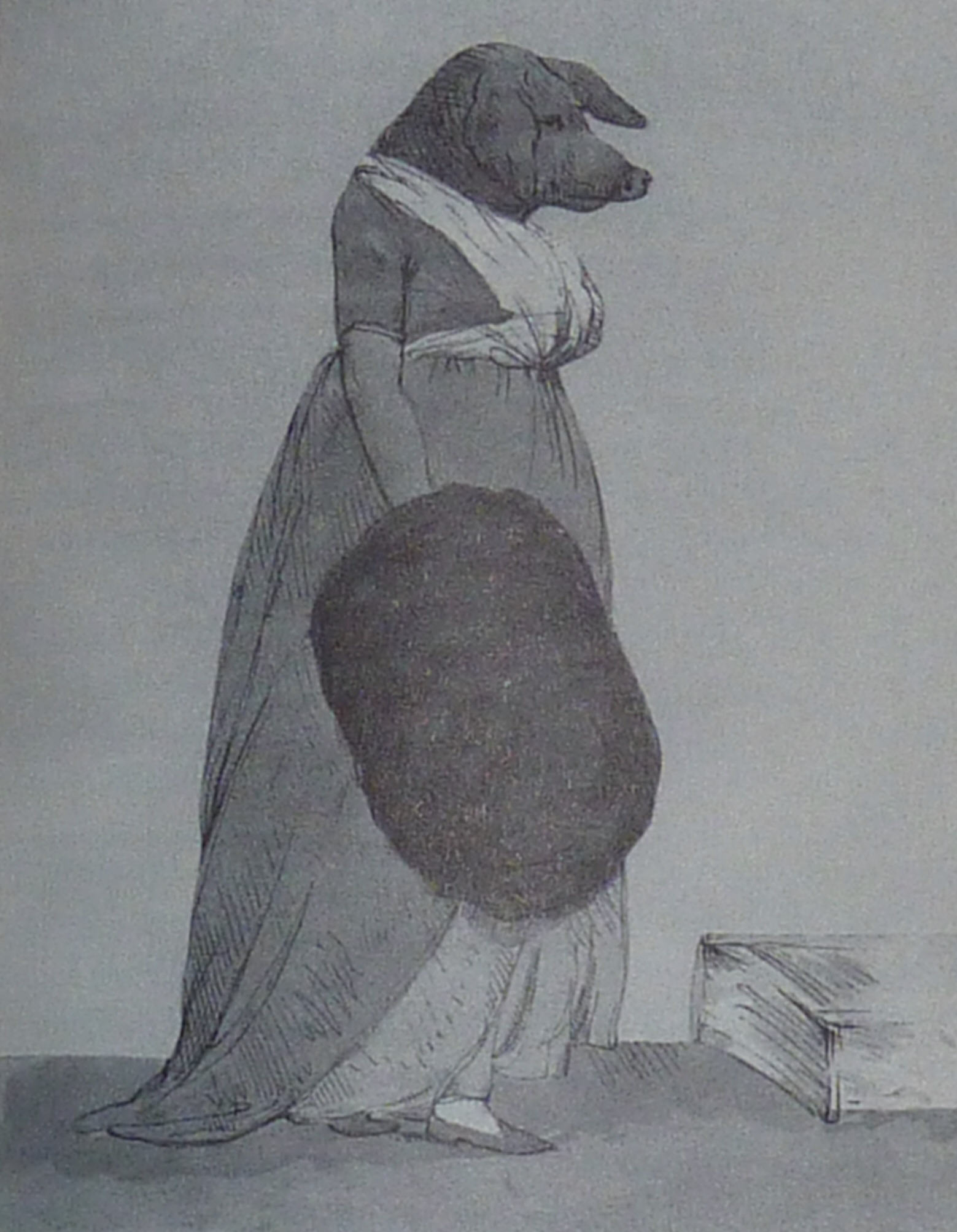
La maravillosa señora Atkinson, basada en el dibujo de George Morland

También se informó de que William Elliot, un joven barón, llamó para visitar a un "gran dama" en la casa de Grosvenor Square, en la que se creía que la mujer con cara de cerdo se hospedaba; ingresando al salón, fue confrontado por una mujer vestida a la moda con la cara de un cerdo. Elliot "no pudo abstenerse de proferir un grito de horror, y corrió a la puerta de una manera nada cortés". La mujer con cara de cerdo corrió hacia Elliot, se abalanzó y le mordió en la parte posterior del cuello; se afirmó que estaba gravemente herido por el ataque, y que requería tratamiento por el eminente cirujano Caesar Hawkins. Existió una impresión muy popular titulada "¡Cuidado con la pocilga!", representando el supuesto ataque a Elliot.
En abril de 1861, un hombre que se hacía llamar "M. A." escribió a la revista Notes and Queries, preguntando:
"¿Podría usted o alguno de sus lectores amablemente informarme si existe cualquier cuenta, médica o biográfica, de esta persona? Ella vivió, creo, hace unos cuarenta años; y yo conozco dos casos auténticos que la vieron, en uno de los dos, por un caballero que aún vive. A pesar del horror natural del fenómeno, su interés, tanto fisiológico como psicológico, es tan considerable que me sorprende encontrar tan poca información a flote sobre el tema. ¿Puedo preguntar, además, si se ha producido algún caso más reciente de la especie? Hay uno o dos casos anteriores."
En una respuesta publicada el 22 de junio de 1861, un tal señor F. FitzHenry afirmó haber conocido a la hermana de la mujer con cara de cerdo: "Lady CB vivía en Chelsea. Su hermana, lady HW, era muy admirada por su belleza; estaba en una cena hace cuarenta años con Lady HW, cuando se advirtió a todo el grupo previamente de no decir una palabra acerca de los cerdos, por delicadeza hacia Lady HW". En el mismo número, George Lloyd afirmó haber visto a la mujer con cara de cerdo en Wakefield en torno a 1828-1829, "pero era demasiado joven para tener una nota más que mental, que me ha perseguido desde entonces".

### La mujer con cara de cerdo de Mánchester en el arte

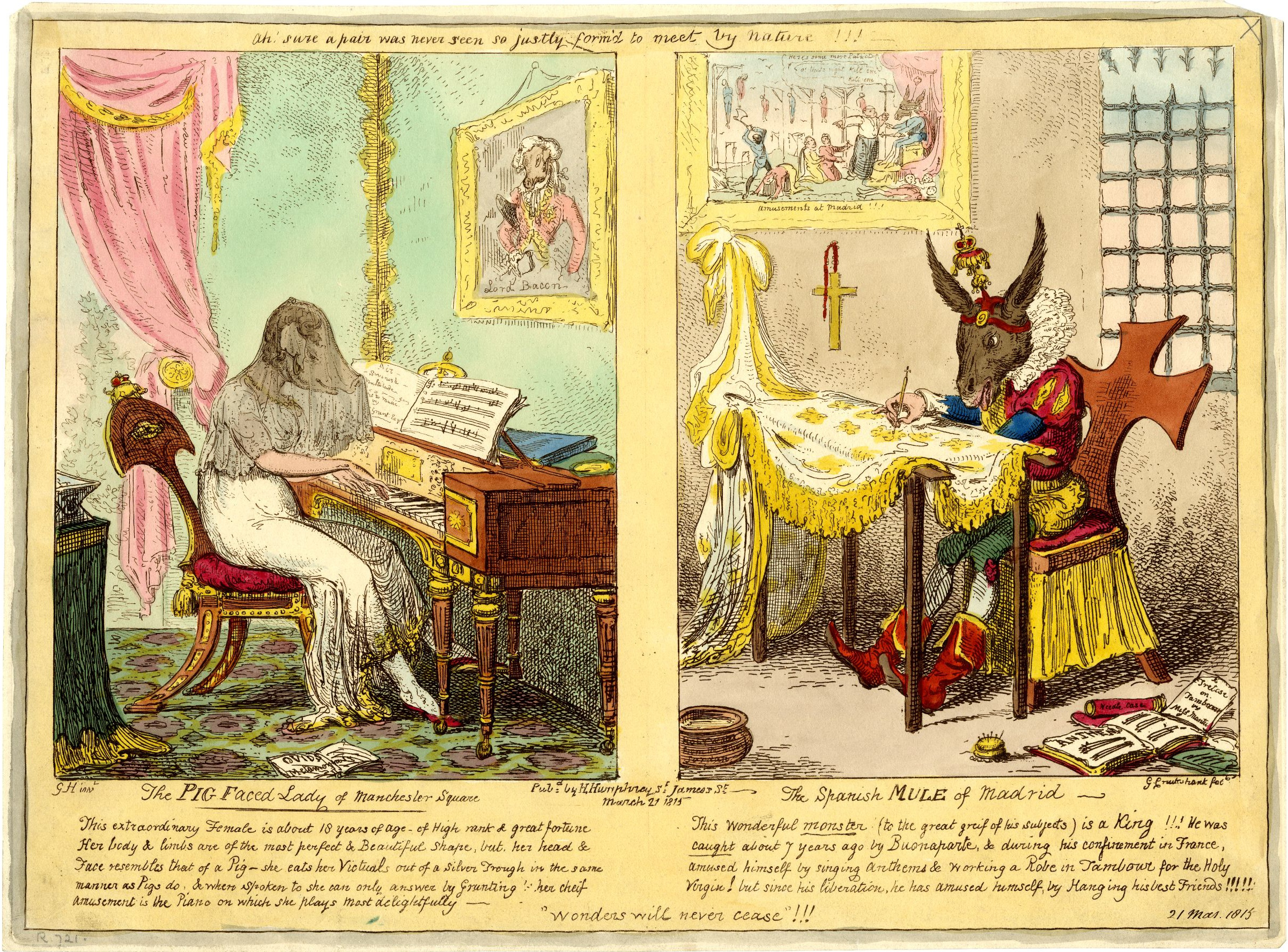
La mujer con cara de cerdo de Manchester Square y la mula española de Madrid

El 21 de marzo de 1815, fue publicada la ilustración a color titulada La mujer con cara de cerdo de Manchester Square y la mula española de Madrid, de George Cruikshank. La mujer con cara de cerdo lleva un velo transparente y toca "Air Swinish Multitude", de Grunt Esq en un piano. Su comedero de plata se encuentra en una mesa detrás de ella, y en la pared un cuadro de "Lord Bacon" (Lord Byron), también mostrado con cabeza de cerdo. La imagen se subtitula:

Esta es una extraordinaria fémina de unos 18 años de edad -de alto rango y gran fortuna. Su cuerpo y las extremidades son de la forma más perfecta y hermosa, pero la cabeza y la cara se parecen a un cerdo-. Ella come sus alimentos de un comedero de plata en la misma manera que lo hacen los cerdos, y cuando se le habla, ¡su única respuesta son gruñidos! su pasatiempo es el piano al que interpreta con toda la expresión de la palabra.

Frente a ella en otro panel está Fernando VII, que se muestra con la cabeza de una mula. Fernando se sienta en un trono de madera, con un orinal lleno de agua bendita a sus pies. En la pared detrás de él, un cuadro muestra a Fernando (de nuevo con cabeza de mula) viendo una ejecución en masa; un monje dice "Aquí están unos pocos más patriotas", y Fernando responde "¡Oh! hay que matarlos". El pie de la imagen de Fernando dice:

Este maravilloso monstruo ¡es un rey! Fue capturado hace unos 7 años por Bonaparte, y durante su confinamiento en Francia, se divertía cantando himnos y trabajando, pero desde su liberación, se ha divertido en la horca, ¡¡con sus mejores amigos!!

Sobre la mujer con cara de cerdo de 1814 a 1815, se rumoreó que Sholto Henry Maclellan, noveno señor de Kirkcudbright había hecho averiguaciones sobre el paradero de la mujer con cara de cerdo de Manchester Square, posiblemente, con el fin de convertirse en uno de sus pretendientes. En "Vals en un cortejo", dibujo anónimo, ampliamente difundido en varias publicaciones, se muestra a una mujer con cabeza de cerdo bailando elegantemente vestida con un hombre jorobado y pequeño de gran parecido con el Señor Kirkcudbright.
Otra impresión popular, "La maravillosa señora Atkinson", se publicó de forma anónima en torno a 1815, basado en un dibujo anterior de George Morland. (Morland había muerto en 1804, por lo que su dibujo no puede haber sido inspirado por los informes de 1814-1815.) El dibujo original de Morland declaraba que la mujer con cara de cerdo "nació en Irlanda, tiene £ 20.000 de fortuna, y se alimenta de una cubeta de plata".

### El engaño en París de la mujer con cara de cerdo
Poco después de que la historia de una mujer con cara de cerdo circulara en Londres de 1814 a 1815, una historia similar comenzó a circular en París. En esta versión, la mujer estaba "dotada con todos los logros", y estaba buscando un hombre que la amara por su talento a pesar de su apariencia. A diferencia de los informes de la mujer con cara de cerdo en Londres, se dio la dirección de la mujer. Grandes multitudes se reunieron en la calle, y un gran número de cartas fueron entregadas en la dirección.
Finalmente se reveló como un engaño. Un hombre joven, debido a que fue rechazado por la mujer, había propagado la historia como venganza. Se informó que el flujo de visitantes que deseaban conocer a la mujer se hizo tan molesto, que la joven se vio obligada a cambiar de casa.

## Exhibiciones en ferias en elsigloXIX
Tras la aparición de la mujer con cara de cerdo en 1814-15, exhibiciones sobre el tema se hicieron populares en las ferias. William Wilde registra que una exhibición de "La Maravillosa Señora Atkinson" era una atracción muy popular en una feria de Irlanda a principios del siglo XIX, mientras que las ferias más grandes incluían exhibiciones de mujeres con cara de cerdo moldeadas en papel maché o cera. No hay evidencia de que una mujer con cara de cerdo viva fuera exhibida en la Feria de Bartolomé en 1828, y posiblemente tampoco en años anteriores. (La mujer con cara de cerdo expuesta en Wakefield en 1828-1829, recordada por George Lloyd en 1861, pudo haber sido la misma que se mostró en la Feria de Bartolomé en 1828.) En una feria de 1843 en Hyde Park, "La Señora Steevens, la maravillosa dama con cara de cerdo" fue exhibida, y ahora también gruñía para dar respuestas a las preguntas del público.

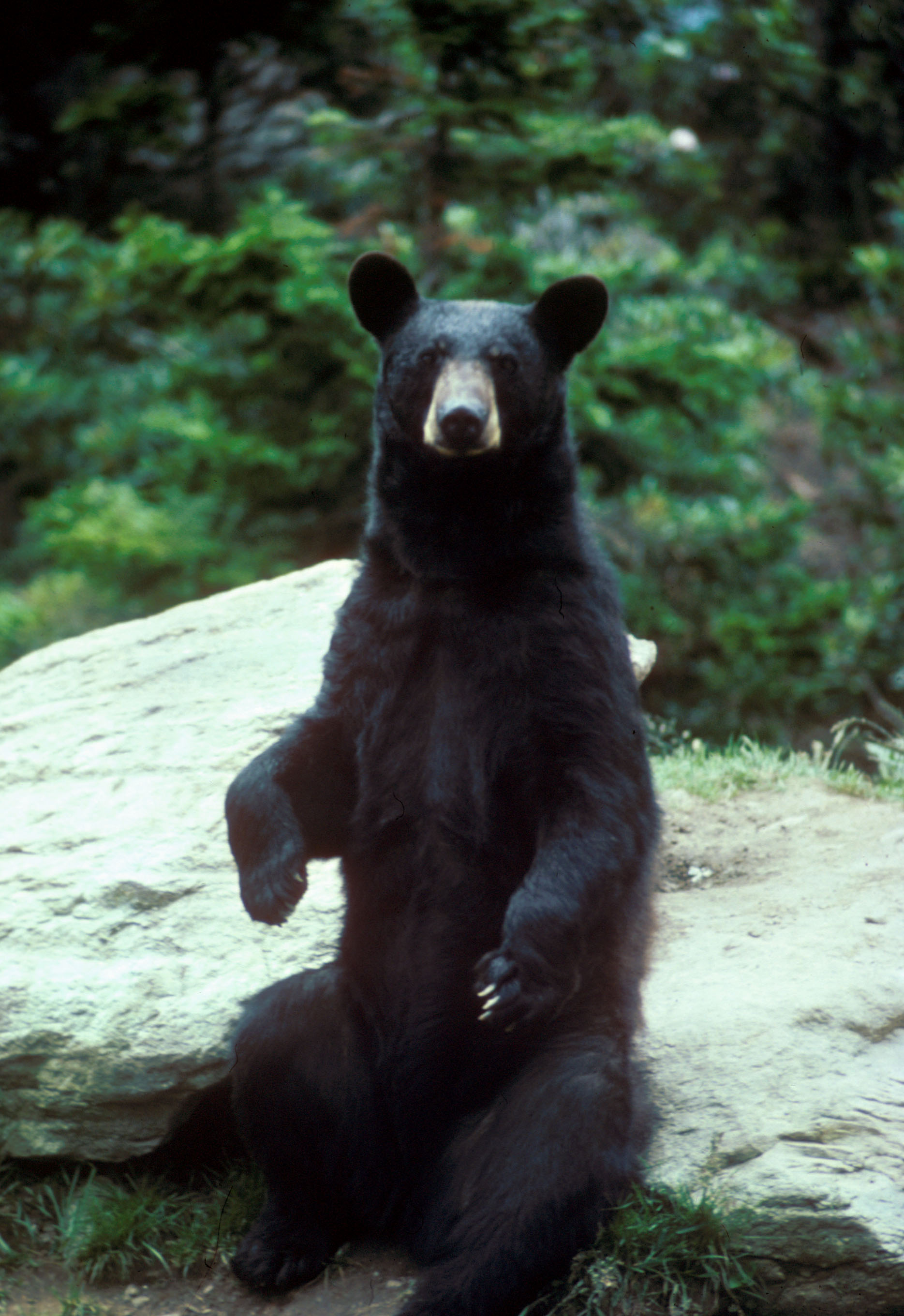
Los osos pueden estar parados y sentados de una forma similar a los humanos

Las mujeres con cara de cerdo exhibidas en las ferias no eran auténticas. Los feriantes pronto empezaron a hacer uso de un oso en estupor alimentándolo con grandes cantidades de cerveza fuerte, y luego afeitándolo. Una vez rapado, el oso borracho era equipado con pechos artificiales acolchados, y vestido con ropa de mujer y una peluca. Los zapatos se colocarían en las patas traseras del oso, y guantes rellenos para las patas delanteras. El oso entonces era colocado en una silla con un agujero en la parte de atrás, por donde por seguridad era atado a la silla.
Una vez que el oso estaba vestido y en la silla, se permitiría al público entrar en la tienda. El jefe del espectáculo le diría al público que la mujer con cara de cerdo no podía hablar, pero podría responder a preguntas formuladas, con un gruñido de "sí" y dos para "no". La audiencia le hacía preguntas, y un miembro del equipo metía discretamente un palo o bastón contra el oso para que gruñera en respuesta. La mujer con cara de cerdo después comía una comida de gachas, cerveza y manzanas, servida en una cubeta de plata. La exhibición de la señora con cara de cerdo era muy popular, al punto de que en 1861 Charles Dickens dijo que "ninguna feria estaba completa sin una". Las exposiciones de este tipo eran particularmente populares en Dublín; una exposición en Plymouth en la década de 1880 ya tuvo menos éxito, y una multitud incrédula sacó la peluca y el sombrero de la "mujer" bajo la carpa y procedió a atacar a los feriantes. No se registra lo que pasó con el oso.

## Tío Silas
La leyenda de la mujer con cara de cerdo fue revivida una vez más en 1865, en la novela de Sheridan Le Fanu Tío Silas. El tío Silas cuenta la historia de Maud Ruthyn, una rica heredera en su adolescencia que vive en una casa apartada, con quien una serie de hombres aspiran a casarse para asegurarse su dinero. El libro incluye una "balada bretona" acerca de la mujer con cara de cerdo, cantada a Maud por su institutriz, la intrigante señora de la Rougierre, que la lleva a una reunión secreta con su primo Dudley, que también busca su fortuna. (No hay otro registro de la "balada Bretona" existente, fue muy probablemente escrita por el propio Le Fanu).

Esta señora no era cerdo ni doncella,

y así que ella no era de molde humano;

No es de los vivos ni de los muertos.

Su mano izquierda y el pie se calientan al tacto;

¡Su derecha tan fría como la carne de un cadáver!

Y ella cantaba como una campana fúnebre, con una melodía ding-dong.

Los cerdos estaban asustados, y la vieron de lejos;

Y las mujeres le temían y se alejaron.

Ella podía estar sin dormir durante un año y un día;

Ella podía dormir como un cadáver, por un mes y más.

Nadie sabía cómo esta señora se alimenta

si de bellotas o de carne.

Algunos dicen que ella está poseída,

y nadaba sobre el mar de Genesaret.

Un cuerpo mestizo y el alma de demonio.

Algunos dicen que ella es la esposa del Judío Errante,

y se rompió la ley por el bien de la carne de cerdo;

Y un rostro porcino para un oso,

eso la avergüenza ahora, y su castigo ha llegado.

Mientras Maud es descrita en el libro como una joven atractiva, no un monstruo deforme, el Tío Silas es cuidadosamente descrito y caracterizado; es casi seguro que Le Fanu pretende explícitamente hacer una comparación entre la situación de Maud y la leyenda de la mujer rica que vive en el aislamiento y es deseada solo por su dinero. Le Fanu pasó toda su vida en Dublín y fue editor y propietario de la Revista de la Universidad de Dublín, y sin duda estaba familiarizado con las leyendas de la mujer con cara de cerdo, y en particular el caso de Griselda Steevens.

## Declive de la leyenda
La mujer con cara de cerdo de 1814-1815 en Londres y la posterior en París fueron las últimas ocasiones en las que la prensa principal informó de la existencia de mujeres con cara de cerdo como una realidad. En la década de 1860 la moda de exponer mujeres con cara de cerdo en las ferias estaba declinando, aunque continuaron siendo exhibidas por lo menos hasta la década de 1880. En la actualidad la leyenda está casi olvidada.
Si bien el Hospital del Dr. Steevens todavía existe, aunque ahora como la oficina central del Servicio Ejecutivo de la Salud (Feidhmeannacht na Seirbhíse Sláinte) y no como hospital, el retrato encargado por Griselda Steevens para refutar los rumores acerca de su apariencia todavía cuelga en la sala principal.
La última obra importante tratando la existencia de la mujer con cara de cerdo como un hecho es del cazafantasmas e investigador de lo sobrenatural Elliott O'Donnell, publicada en 1924.  O'Donnell afirmó que ese supuesto fantasma era "el más dañino de todos los habitantes del mundo de los espíritus" y había embrujado una casa en Chelsea. Describe el fenómeno como un clérigo, "el Rev. Sr. H. y su familia, que residía en la casa, fueron tentados por el fantasma". El fantasma, manteniendo su cara oculta, dirigió "al Rev. Sr. H." a la embriaguez, y a sus hijos en la crueldad hacia los animales, "hasta que ellos mismos se comportaban como cerdos." A continuación, reveló su rostro a la familia sorprendida, quien se mudó de la casa de inmediato.

El cuerpo, muy bien formado, y reluciente como el marfil pulido bajo los rayos de la luna, se parecía al de una mujer, pero la cara era la cara de un animal muy grotesco y repulsivo. En el lugar de las mejillas humanas, había grandes cantidades de grasa blanca y malsana; la nariz era un hocico, la boca una gran hendidura, llena de colmillos torcidos horribles; y mientras toda la conformidad de las características sugería la cara de un cerdo distorsionado y de apariencia horrible, el animal, en contraste con el humano, se hizo aún más conmovedor por el cabello -sin lugar a dudas de una mujer- de oro ondulado alrededor del cuello y los hombros. Los niños la miraban, con un horror que los dejaba sin palabras, cuando su padre abrió la puerta de su habitación; y mientras lo hacía, la figura lentamente se desvaneció y desapareció.